# Jonas Kvalen
Jonas Kvalen (ur. 6 czerwca 1992) – norweski siatkarz, grający na pozycjach rozgrywający i przyjmujący.  

## Sukcesy klubowe
NEVZA - Klubowe Mistrzostwa Krajów Nordyckich:
- 2011

Puchar Norwegii:
- 2011

Liga norweska:
- 2012, 2014
- 2011

Liga belgijska:
- 2016

Liga szwajcarska:
- 2018, 2019

Superpuchar Szwajcarii:
- 2018

Liga grecka:
- 2025[5]